# Giampaolo Menichelli
Giampaolo Menichelli (født 29. juni 1938 i Rom, Italien) er en italiensk tidligere fodboldspiller (angriber).
Menichelli spillede hele sin karriere i hjemlandet, hvor han blandt andet repræsenterede Parma, Roma og Juventus. Hos Juventus var han med til at vinde både det italienske mesterskab og pokalturneringen Coppa Italia.
For det italienske landshold spillede Menichelli ni kampe. Han deltog ved VM 1962 i Chile, og spillede to af italienernes tre kampe i turneringen.